# Anna Flora
Anna Flora (São Paulo, 11 de julho de 1959) é uma escritora brasileira conhecida por sua contribuição à literatura infantil, incluindo obras didáticas. Seus trabalhos frequentemente exploram temas como imaginação, criatividade e reflexão crítica. 

## Biografia
Criada na Vila Madalena, um bairro de São Paulo, em uma família de intelectuais e artistas, Flora desenvolveu desde cedo um interesse por literatura, teatro e filosofia. Durante sua adolescência, ela participou de um grupo de teatro amador, onde começou a escrever suas primeiras peças. 
Flora é graduada em História pela Pontifícia Universidade Católica de São Paulo (PUC-SP) e possui mestrado em Teatro pela Universidade de São Paulo. Sua formação acadêmica e experiências de vida são evidentes em sua carreira literária. 
Em colaboração com Ruth Rocha ganhou três vezes o  Prêmio Jabuti. Em 1997, na categoria livro didático de 1º e 2º graus, pela coleção "Escrever e Criar. É só Começar, 5ª a 8ª", em 2002 na categoria Livro do Ano (não ficção) por "Escrever e Criar. Uma Nova Proposta!", e em 2011 na categoria livro didático com a "Coleção Pessoinhas", publicada pela Editora FTD.   
Em uma entrevista ao Museu da Pessoa, intitulada "Filosofia para crianças", Flora discutiu a importância dos livros para o desenvolvimento pessoal e a compreensão do mundo, destacando a literatura como uma ferramenta para viagens imaginativas, autoconhecimento e experiências emocionais profundas. Ela também vê a escrita como um meio de questionar o status quo e inspirar mudanças sociais, enfatizando seu papel além do entretenimento, como um instrumento para a formação de indivíduos mais conscientes e uma sociedade mais equitativa. 

## Obras
- 2016 - A Bela ou a Fera (FTD)
- 2000 - Talismã do Tibet (FTD)
- 1999 - Os Gêmeos Corintianos (Ática)
- 1998 - A República dos Argonautas (Companhia das Letras)
- 1992- O Retrato das Figuras (Quinteto Editorial)